# Chromosféra

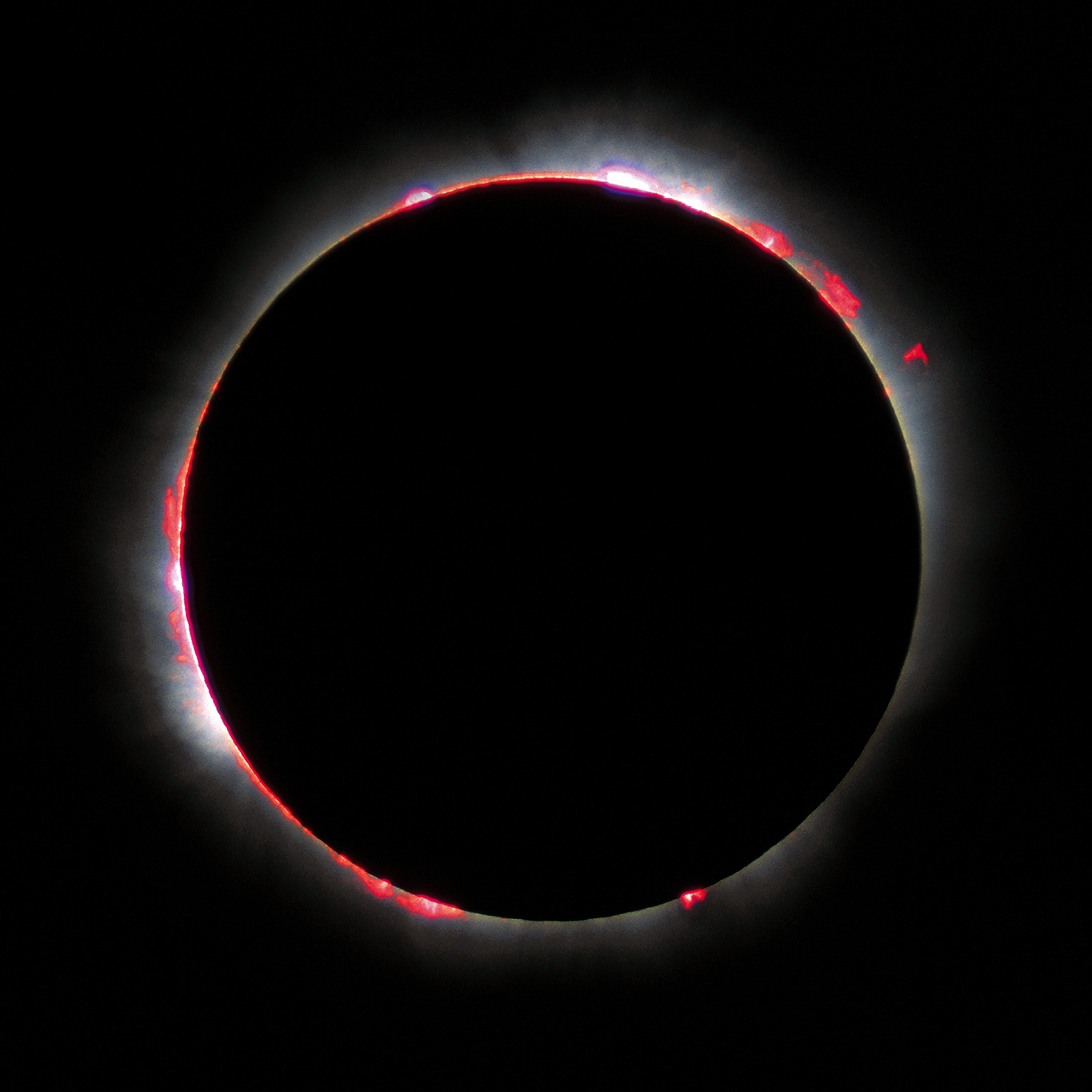
Chromosféra na francouzském snímku z roku 1999.

Chromosféra je tenká vrstva sluneční atmosféry bezprostředně nad fotosférou. Je silná asi jen 3 000 až 5 000 km, tedy přibližně jako poloměr Země. Je transparentnější než fotosféra. Za normálních okolností není pozorovatelná, protože není tak výrazná jako fotosféra. Je však pozorovatelná při úplném zatmění Slunce, nebo s pomocí spektroskopu. Chromosférou procházejí spikule, které začínají ve fotosféře a dosahují až do koróny do výšky přes 10 000 km.
Název pochází z řeckého chromos – barva. Maximum jejího záření se nachází ve vodíkové čáře H-alfa, čemuž odpovídá vlnová délka 656,7 nanometrů. Při průchodu světla chromosférou se tvoří absorpční čáry. Teplota chromosféry nejdříve klesá z asi 6000 Kelvinů na hranici s fotosférou na 3800 K a pak narůstá na 20 000 K na hranici s korónou. Nad chromosférou se nachází koróna.